# Geografia Grenlandii
Grenlandia – największa wyspa na świecie, leżąca w północnej części Oceanu Atlantyckiego. Obecnie pod względem politycznym Grenlandia stanowi autonomiczne terytorium Danii. Większość obszaru wyspy pokrywa lądolód grenlandzki, klimat wyspy jest nieprzyjazny, polarny. Powierzchnia przekraczająca 2 mln km² czyni ją trzykrotnie większą od drugiej co do wielkości wyspy – Nowej Gwinei. Grenlandia od wschodu i południa oblewana jest przez Atlantyk, a od północy przez wody Oceanu Arktycznego. Od zachodu wyspę oblewają wody Morza Baffina. Większa część wyspy leży za kołem polarnym. Grenlandia została odkryta dla Europejczyków w IX w., przez wikingów (wyprawa Eryka Rudego); rdzenni Inuici (Grenlandczycy) zamieszkują ją od co najmniej 4500 lat.

## Powierzchnia, skrajne punkty i granice

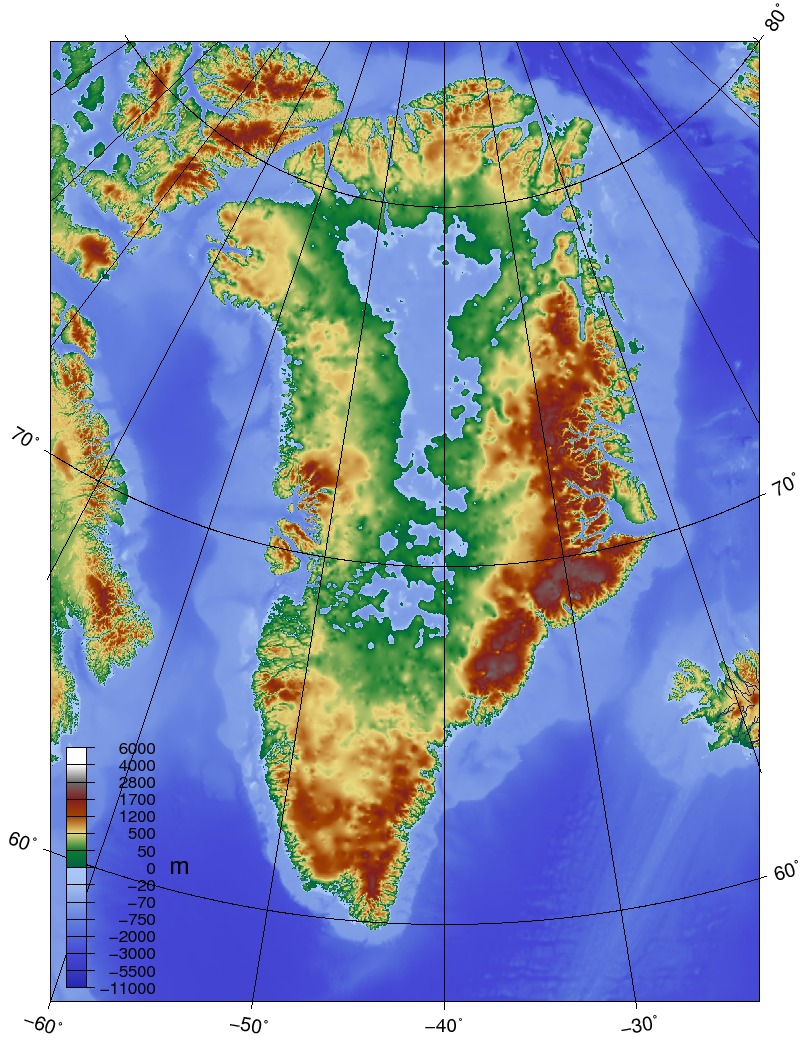
Mapa fizyczna Grenlandii bez pokrywy lodowej; jednak gdyby pokrywa ta uległa stopieniu, doszłoby do izostatycznego podniesienia się lądu

Wyspa o powierzchni 2 175 600 km² jest około 7 razy większa od Polski.
Skrajne punkty
- północny – 83°39'N – Kap Morris Jesup na Ziemi Peary’ego
- południowy – 59°46'N – przylądek Farvel
- zachodni – 73°08'W – przylądek Aleksander na Ziemi Inglefielda
- wschodni – 11°39'W – Przylądek Północno-Wschodni na Ziemi Księcia Chrystiana

Przylądek Morris Jesup jest jednym z najdalej wysuniętych na północ fragmentów lądu stałego na Ziemi. Dalej na północ, u brzegów Grenlandii, leży jeszcze mała wyspa Kaffeklubben oraz żwirowe łachy, których stabilność w dłuższym okresie (a zatem uznanie ich za stały ląd) jest dyskusyjna, m.in. wysepka Oodaaq.
Rozciągłość południkowa wyspy wynosi 2670 km, a geograficzna rozciągłość równoleżnikowa wynosi 1050 km. Przeciętna szerokość wyspy wynosi 1100 km. Linia brzegowa mierzy 44 087 km.
Grenlandia jest wyspiarskim terytorium i poprzez wody terytorialne od zachodu graniczy z Kanadą. Kanadyjska Wyspa Ellesmere’a oddzielona jest od Grenlandii cieśniną Naresa, na którą składają się m.in. cieśnina Smitha i Robesona.

## Ukształtowanie poziome

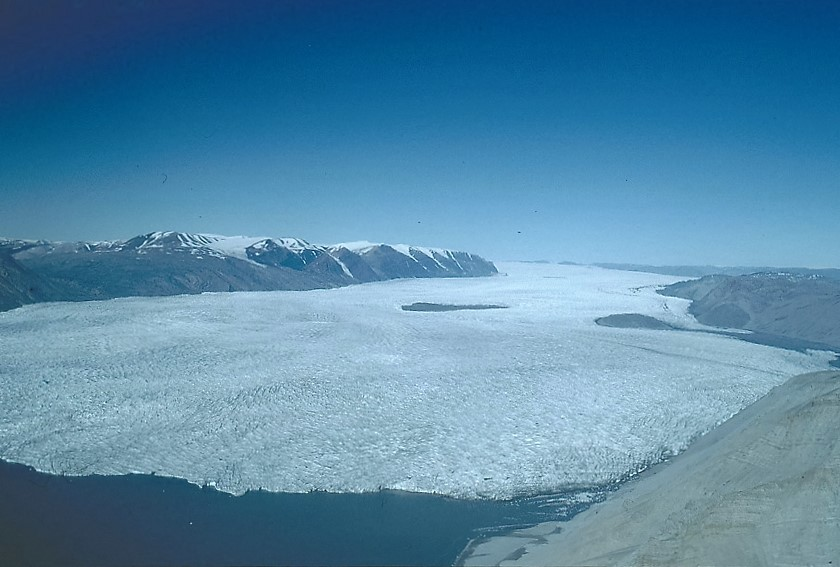
Jeden z grenlandzkich fiordów z widocznym jęzorem lodowcowym

Linia brzegowa Grenlandii jest bardzo urozmaicona, charakteryzują ją liczne, głęboko wcięte w ląd fiordy, takie jak: Kangertittivaq (Scoresby Sund), Uummannaq Fjord, Zatoka Inglefielda czy Qeqertarsuup Tunua. Fiordy leżą na większości długości wybrzeża. Drugim elementem urozmaicającym linię brzegową są liczne niewielkie wyspy szkierowe. Dodatkowo wpływ na wygląd linii brzegowej jak i wybrzeża mają spływające lodowce, które u wybrzeży tworzą wielkie jęzory o szerokości dochodzącej nawet do 100 km. Wybrzeże jest przeważnie surowe, skaliste i fiordowe. Tam, gdzie spływają lodowce, jest ono pokryte lodem i przybrzeżnymi krami lodowymi.

## Budowa geologiczna

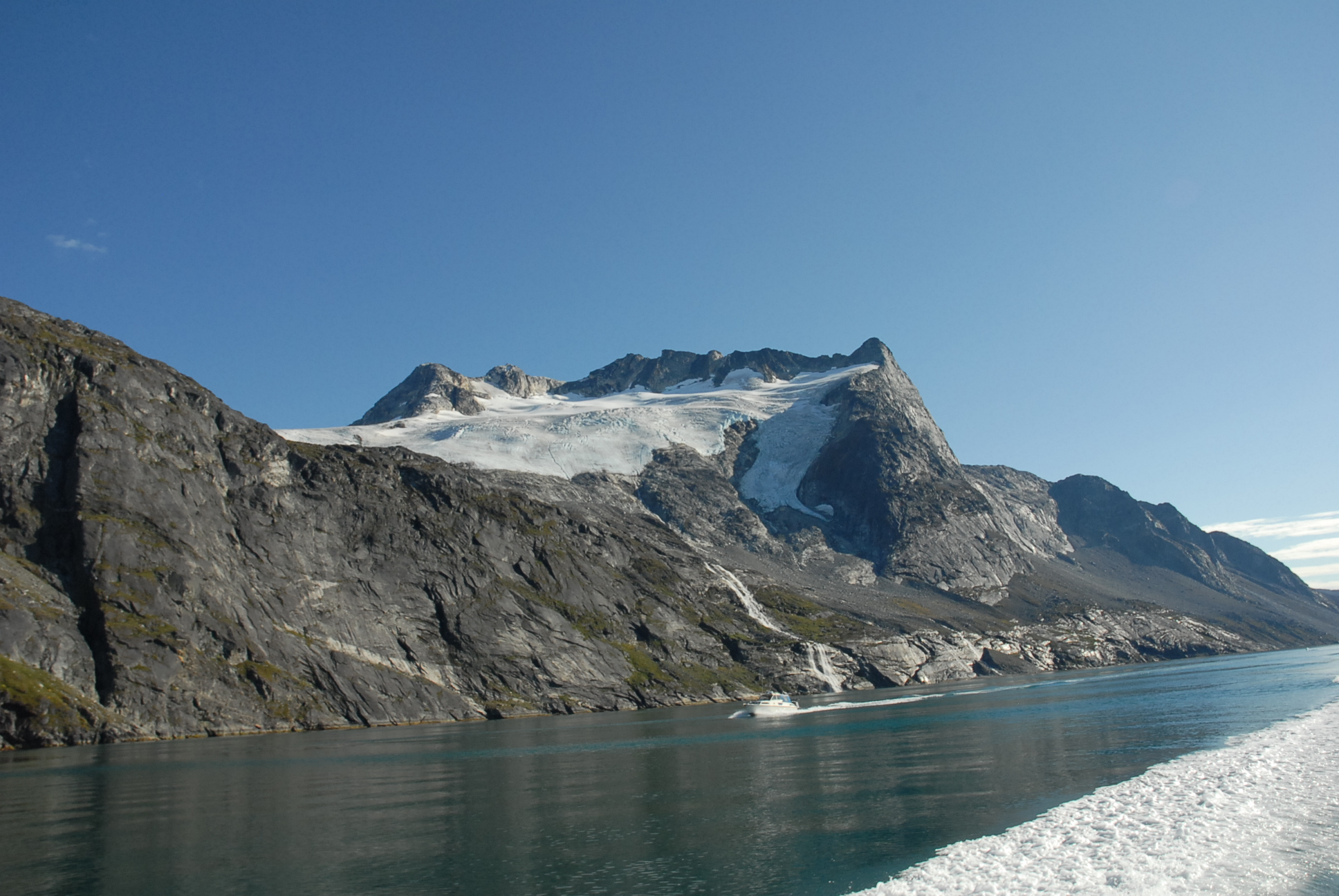
Skaliste wybrzeże wyspy

Grenlandia jest ogromną wyspą będącą kontynentalną częścią Ameryki Północnej i znajduje się na obszarze tarczy grenlandzkiej. Większość obszaru Grenlandii zbudowana jest ze skał należących do prekambryjskiej tarczy grenlandzkiej. Są to: granity, gnejsy, a także kwarcyty i łupki. We wschodniej i północnej części wyspy do prekambryjskich utworów przylegają skały osadowe i metamorficzne związane głównie z orogenezą kaledońską. W środkowej części wschodniego i zachodniego wybrzeża występują pochodzące z trzeciorzędu pokrywy bazaltowe. Północny kraniec wyspy zajmują hercynidy, będące obszarem fałdowań dolnopaleozoicznych. Na Grenlandii nie ma aktywności wulkanicznej i sejsmicznej.

## Rzeźba

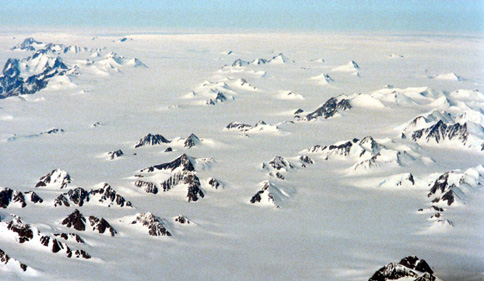
Nunataki na wschodnim wybrzeżu Grenlandii

Dominującym elementem krajobrazu Grenlandii jest lądolód, który pokrywa 83% powierzchni wyspy. Ma on wyraźny wpływ na rzeźbę terenu, formując ją i maskując topografię powierzchni skał. W centrum znajduje się niecka o płaskim dnie, tworząca pokaźnych rozmiarów obszar depresyjny ukryty pod warstwą lodu grubą na ponad 3000 m (jest to zatem kryptodepresja). Najniższy jej punkt znajduje się około 250 m p.p.m. Faktyczny krajobraz wyspy jest wyżynno-górzysty, ponieważ na Grenlandii znajdują się pasma górskie. Nieckę otaczają obszary górskie, częściowo wystające spod lądolodu. Widoczne jest to przede wszystkim w strefie nadbrzeżnej, na której grubość lodu jest mniejsza. Na wielu połaciach wyspy nie widać gór, które zakryte są czaszą lodu. Najwyższe wzniesienia znajdują się daleko od wybrzeży; otoczone zewsząd lodem nazywane są nunatakami. Góry Grenlandii są w większości wysokie, średnio przekraczające 2000 m n.p.m. Najwyższy szczyt – Góra Gunnbjørna ma wysokość 3694 m n.p.m. Obszary nizinne (pomijając skaliste podłoże) ograniczają się do wybrzeża. Także w strefie wybrzeża tereny górskie, wieńczące często fiordy, w wielu miejscach schodzą do samego brzegu morskiego. Wybrzeże miejscami ma także postać klifową.

### Kanion
W północnej części pod lądolodem grenlandzkim znajduje się ogromny kanion biegnący od środka wyspy do fiordu lodowca Petermann Glacier . Kanion ma przynajmniej 750 km długości, a jego głębokość dochodzi do 800 m . Obiekt został odkryty w 2013 roku przez naukowców z Uniwersytetu Bristolskiego na podstawie danych radarowych zebranych podczas Operation IceBridge . Obiekt nie ma oficjalnej nazwy, ale przez media i w literaturze określany jest mianem „Grand Canyon of Greenland”  lub „Greenland's Grand Canyon” . Powstał prawdopodobnie około 3,5 mln lat temu, przed powstaniem pokrywy lodowej . 

### Najwyższe szczyty

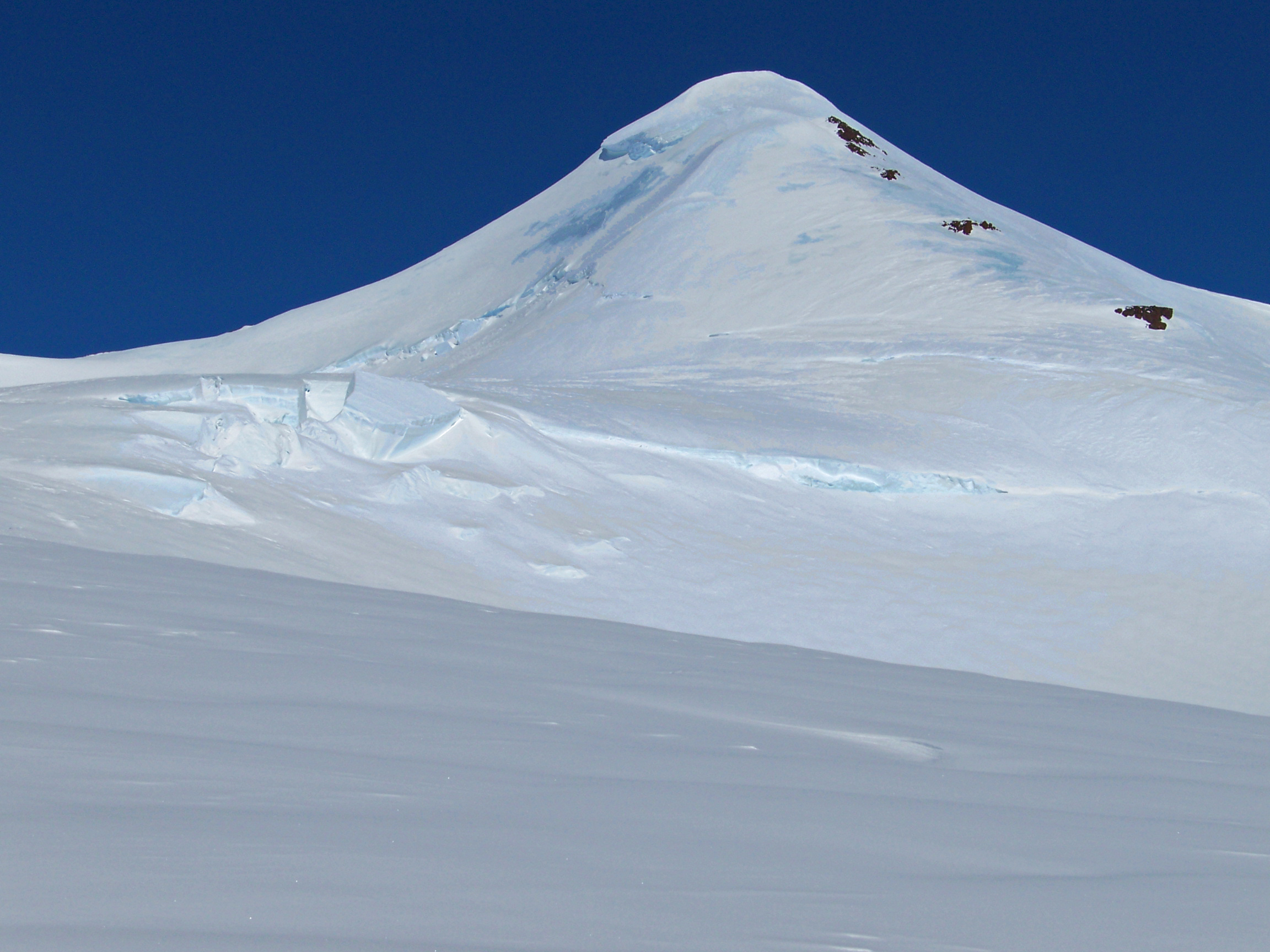
Wystający spod lądolodu ośnieżony szczyt górski – Cone

Zestawienie oparte na informacjach portalu www.peakbagger.com
- Góra Gunnbjørna (Hvitserk; Gunnbjors Fjeld) – 3694 m n.p.m., 68°55′07″N 29°53′55″W/68,918611 -29,898611, pierwsze wejście: 16 sierpnia 1935 – Augustine Cortauld, Jack Longland, Ebbe Munck, Laurence Wager i H.G. Wager
- Dome (Dôme, Qaqqaq Kershaw) – 3683 m n.p.m., 68°50′22″N 29°55′26″W/68,839444 -29,923889; znajduje się w odległości 8,9 km na południe od Góry Gunnbjørna
- Qaqqaq Johnson (Cone) – 3669 m n.p.m., 68°52′17″N 29°57′00″W/68,871389 -29,950000; znajduje się w odległości 3,7 km (kierunek NNW) od Dome
- Qaqqaq Paul Emile Victor – 3609 m n.p.m., 68°48′40″N 29°33′24″W/68,811111 -29,556667; znajduje się w odległości 15,1 km (kierunek ESE) od Dome
- bezimienny szczyt na Grenlandii – 3549 m n.p.m., 68°46′32″N 29°24′11″W/68,775556 -29,403056; znajduje się w odległości 7,4 km (kierunek ESE) od Qaqqaq Paul Emile Victor
- Styggehorn – 3503 m n.p.m., 68°52′N 30°00′W/68,866667 -30,000000; znajduje się w odległości 2,2 km (kierunek WSW) od Qaqqaq Johnson
- Mount Julia (nazwa nieoficjalna) – 3455 m n.p.m., 68°51′N 29°30′W/68,850000 -29,500000; znajduje się w odległości 5,3 km (kierunek NNE) od Qaqqaq Paul Emile Victor
- Mont Forel – 3391 m n.p.m., 66°56′N 36°49′W/66,933333 -36,816667; znajduje się w odległości 358 km na południowy zachód od Styggehorn
- Borgtinderne – 3348 m n.p.m., 68°51′N 28°10′W/68,850000 -28,166667; znajduje się w odległości 55 km na wschód od bezimiennego szczytu o wysokości 3549 m n.p.m.
- Ejnar Mikkelsen Fjeld – 3308 m n.p.m., 68°53′N 28°35′W/68,883333 -28,583333; znajduje się w odległości 17,2 km (kierunek WNW) od Borgtinderne

- Stauning Alper – 2831 m n.p.m.
- bezimienny szczyt na Ziemi Milne’a – 2434 m n.p.m.
- Klosterbjerge – 2410 m n.p.m.
- Margaretatopp – 2360 m n.p.m.
- Payers Tinde – 2320 m n.p.m.
- Perserajoq – 2259 m n.p.m.
- bezimienny szczyt na wyspie Renland – 2200 m n.p.m.

## Klimat
Grenlandia leży w strefie dwóch klimatów: subpolarnego i polarnego. Klimat podbiegunowy obejmuje obszary nadbrzeżne południowej, południowo-wschodniej i południowo-zachodniej części wyspy. Polarny całą resztę wyspy. Południowy zachód wyspy jest cieplejszy niż wynikałoby to z szerokości geograficznej, a to za sprawą opływającego wyspę od tej strony odgałęzienia ciepłego Prądu Północnoatlantyckiego. Ciepłe prądy morskie okalają wyspę od strony południowej części Morza Baffina, od południa i nieco od wschodu. Dalej na północy, gdzie zaczyna się Cieśnina Duńska, działają zimne prądy morskie, podobnie jest od strony zachodniego wybrzeża. Mniej więcej północna połowa zachodniego wybrzeża obmywana jest przez zimne prądy, które warunkują występowanie niskich, ujemnych temperatur przez cały rok. Klimat Grenlandii charakteryzuje się m.in. częstymi zmianami pogody. W głębi lądu panuje klimat kontynentalny. Częstym zjawiskiem na Grenlandii są silne i gwałtowne wiatry, które wieją znad lądolodu w kierunku wybrzeży. Powodują one efekt fenowy na obszarze graniczącym z lądolodem.

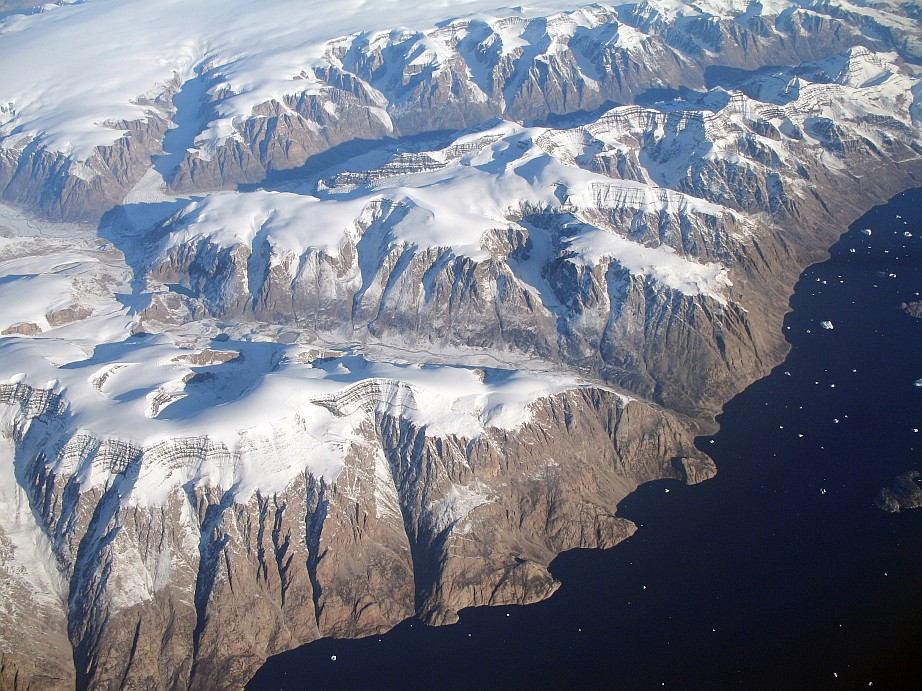
Obszary górskie w strefie nadbrzeżnej

### Temperatury
Cechą Grenlandii są niskie i na zdecydowanej większości wyspy mroźne temperatury, zarówno w nocy jak i w dzień. Najkorzystniejszy klimat panuje na wybrzeżach, zwłaszcza w południowo-zachodniej części wyspy. Średnia temperatura w tym rejonie w styczniu wynosi −7 °C, zaś lipcu 10 °C. Pozostałe obszary kraju leżące nad brzegiem morza są znacznie chłodniejsze: temperatura spada w miarę przesuwania się na północ; zimą na północnych skrajach wyspy osiąga wartość średnią −36 °C, a latem zaledwie 3 °C. Grenlandia przez cały rok znajduje się pod wpływem arktycznych, mroźnych mas powietrza, przez co klimat jest surowy. We wnętrzu wyspy panuje przez cały rok baryczny ośrodek wyżowy, który powoduje duże nocne spadki temperatur, średnio do −50 °C, a nawet −60 °C. Temperatura w centralnej i północnej części wyspy w zasadzie nigdy nie przekracza 0 °C. Średnia temperatura powietrza w lutym wynosi tam −47 °C, zaś w lipcu −12 °C. Najniższa zanotowana na wyspie temperatura to −66,1 °C (w 1954).

### Opady
Opady są zróżnicowane, czego przyczyną jest fakt, że nad wybrzeżem panuje morska odmiana klimatu, a we wnętrzu kontynentalna. Roczna suma opadów na wyspie waha się od 800–1100 mm na południu, do 150–250 mm na północy. Opady mają głównie postać śniegu, w okresie letnim też deszczu, oczywiście w strefie wybrzeża, tam gdzie panuje klimat podbiegunowy. W środkowej części Grenlandii, na obszarze lodowca, gdzie rocznie spada 300–400 mm, jest to wyłącznie śnieg. Opady występują głównie w ciepłej połowie roku. Niskie opady są związane z działaniem wyżu barycznego, podobnie jak na Antarktydzie.

## Wody

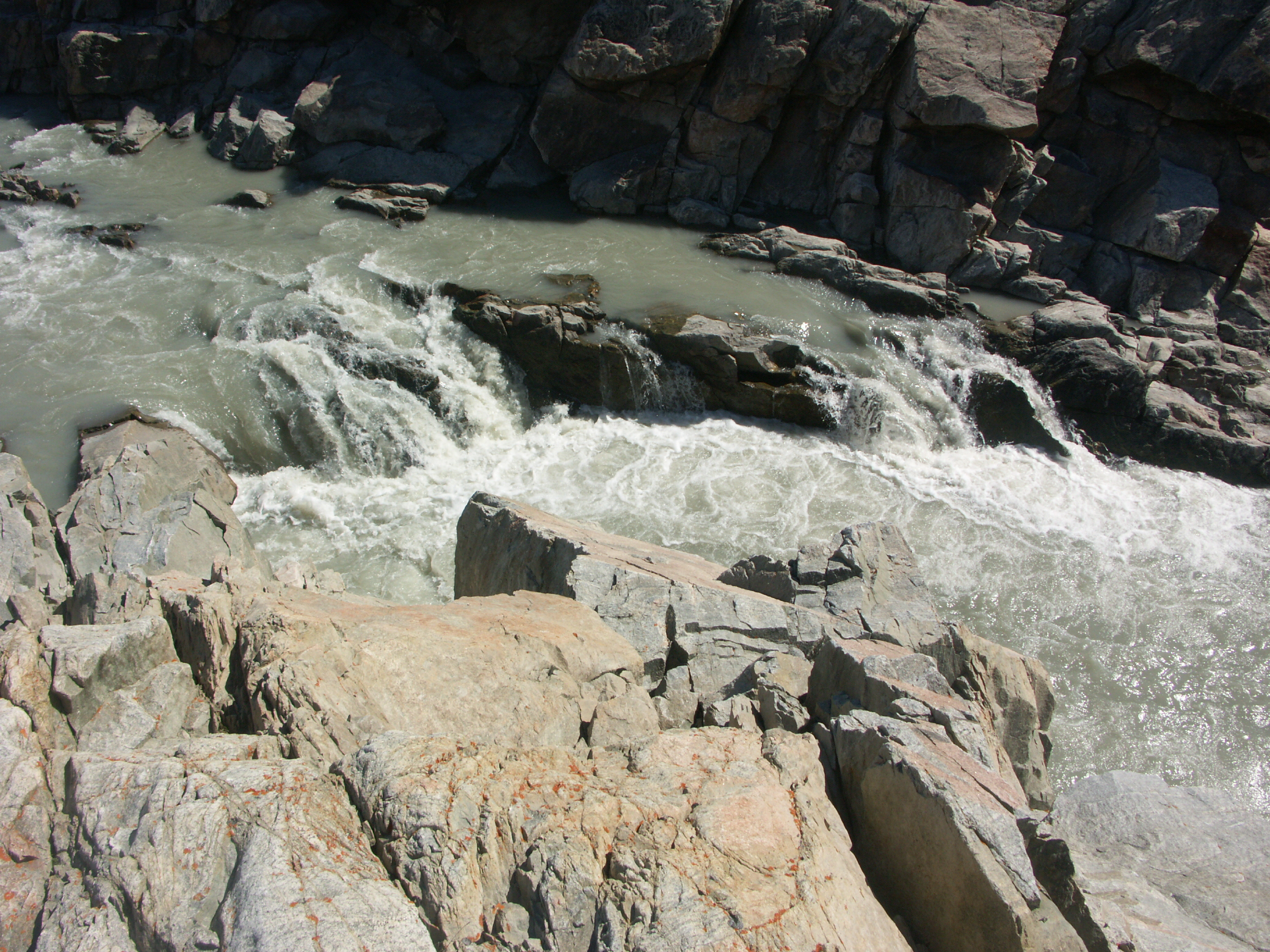
Ciek wodny w południowej części Grenlandii

Warunki panujące na Grenlandii uniemożliwiają istnienie sieci rzecznej i innych wód powierzchniowych jakimi są jeziora czy stawy. Pokryty w 83% lądolodem obszar Grenlandii jest regionem o skrajnym klimacie, gdzie na większości terenów przez cały rok lub przez większą część nie ma wody w stanie ciekłym. Jedyną formą wód na Grenlandii (obszary o klimacie arktycznym) jest lądolód i śnieg. W centrum wyspy spada około 1 m śniegu rocznie, co warunkuje przyrost pokrywy lodowej o 30 do 40 cm. Przyrost lądolodu niwelowany jest przez topnienie, parowanie i spływ masy lodowej ku wybrzeżom. W regionie subarktycznego klimatu w okresie letnim pojawia się w strefie wybrzeża sieć krótkich strumieni spływających z topniejących lodowców. Pozostałe wody powierzchniowe, jakimi są niewielkie jeziora, występują miejscami na południu Grenlandii. Lodowce schodzą do morza, i tam od czaszy lodu odrywają się góry lodowe, które następnie dryfują po morzu. Góry lodowe, mimo stopniowego topnienia w ciepłej od prądów morskich wodzie, docierają niekiedy w okolice Nowej Fundlandii i dalej na południe, stanowiąc zagrożenie dla żeglugi. Z jedną z takich gór zderzył się Titanic.

## Gleby
Surowy klimat na Grenlandii sprawia, że tak samo jak na Syberii tworzy się wieczna zmarzlina. Tylko 20% powierzchni wyspy jest wolne do wiecznej zmarzliny. Ma to decydujący wpływ na warunki glebowe. Pokrywa glebowa istnieje tylko w strefie południowego wybrzeża i fiordów wybrzeża zachodniego. Gleby, jakie tam występują, to przede wszystkim płytkie i słabo wykształcone gleby tundrowe. Występują także gleby torfowe i glejowe. Na samym południu tereny pokrywają płytkie gleby próchniczne.

Roślinność tundrowa Grenlandii

## Flora

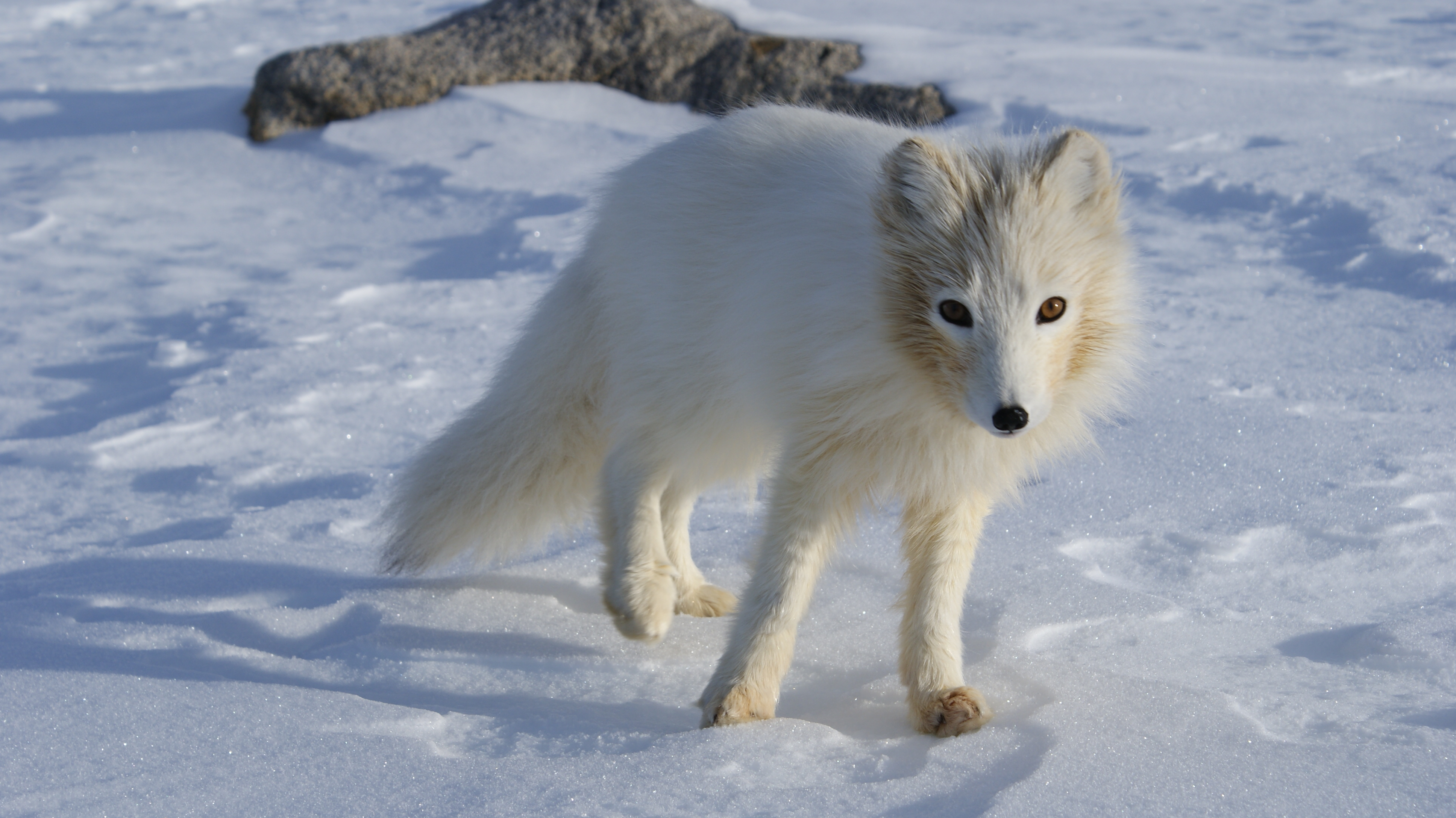
Lis polarny

Flora Grenlandii jest uboga, czego przyczyną są niesprzyjające warunki klimatyczne i glebowe. Mimo to na obszarze Grenlandii szata roślinna pod względem gatunkowym jest w miarę bogata i spotkać można około 500 gatunków roślin wyższych oraz 3000 gatunków mchów, porostów i glonów.
Roślinność na Grenlandii występuje tylko w miejscach, które przez krótki czas w ciągu roku są wolne od pokrywy lodowej i w miejscach nadbrzeżnych, tam gdzie panuje morski, subarktyczny klimat. Zasadniczy typ roślinności porastającej te obszary stanowią różne typy tundry oraz łąki. Tundra na południu złożona jest z traw, mchów, porostów i roślin zielnych, a na północy tylko z mchów i porostów. Na samym południu występują także krzewy i karłowate gatunki drzew, m.in. brzozy (osiągające 10 m), olchy, wierzby (sięgające 4 m), jarzębiny, jałowce, zaś wybrzeże na północnym skraju wyspy (powyżej 80° szerokości geograficznej) jest praktycznie pozbawione roślinności.

## Mykobiota
Liczbę gatunków grzybów składających się na mykobiotę Grenlandii szacuje się na około 1600. Lepiej przebadany zostały tylko podstawczaki z grupy Hymenomycota, obejmującej pieczarkowce, borowikowce i gołąbkowce. Według publikacji z 2003 roku stwierdzono na Grenlandii 718 gatunków z 160 rodzajów z tej grupy. Najbogatsza w grzyby jest występująca na południu wyspy lasotundra z brzozą omszoną, gdzie występuje ponad 200 gatunków podstawczaków, w tym 102 związane z samą brzozą. W grzyby obfituje także tundra krzewinkowa z brzozą karłowatą, gdzie spotkać można m.in. gołąbki, koźlarze, mleczaje i muchomory. Niektóre mikoryzowe podstawczaki, jak np. maślaki, zostały na Grenlandię zawleczone wraz z drzewami iglastymi.
Liczne na Grenlandii są porosty zasiedlające wszelkie pozbawione lodu powierzchnie, w tym nunataki. Do 1990 roku stwierdzono na Grenladii występowanie 114 ich gatunków, ale ich ogólną liczbę szacuje się na 950. Bogate w porosty są zarośla brzóz i wierzb na południu wyspy, ale niektóre gatunki, jak Dactylina arctica i Usnea sphacelata preferują daleką północ, a Pyrenocollema halodytes rośnie na pąklach na nadmorskich klifach.

## Fauna
Świat zwierzęcy Grenlandii jest dość ubogi ze względu na trudne warunki klimatyczne. Na lodowcu, zajmującym 5/6 powierzchni wyspy praktycznie nie ma zwierząt.

### Bezkręgowce

#### Morza
Liczba bezkręgowców stwierdzonych w morzach Grenlandii od litoralu do głębokości 500 m z wyłączeniem pasożytów i mejofauny wynosi około 2000 gatunków. Wśród nich wymienić można około 200 gatunków gąbek, 150 stułbiopławów, 12 krążkopławów, około 20 koralowców, 4 żebropławów, 5 sikwiaków, 1 szczetnic, 252 wieloszczetów, 241 mszywiołów, 5 kielichowatych, ponad 10 wstężnic, 5 szczecioszczękich, 2 niezmogowców, 7 ramienionogów, 112 szkarłupni (7 liliowców, 40 rozgwiazd, 38 wężowideł, 9 jeżowców i 18 strzykw) oraz 55 osłonic (50 żachw, 2 sprzągli i 3 ogonic). Spośród stwierdzonych tam 283 gatunków mięczaków 4 stanowią bezpłytkowce, 6 chitony, 6 łódkonogi, 173 ślimaki, 78 małże i 16 głowonogi. Jeden z gatunków małży, Chlamys islandica, zbierany jest tam komercyjnie. Najliczniej reprezentowane są skorupiaki, których w morzach Grenlandii stwierdzono ponad 800 gatunków. Spośród nich widłonogi i szczętki (kryl) stanowią podstawę tamtejszych ekosystemów, a krewetka północna i krab śnieżny są tam poławiane komercyjnie.

#### Wody słodkie
Mejofauna wód słodkich jest słabo przebadana, obejmuje m.in. drobnoszczękie, wrotki i niesporczaki, przy czym przedstawiciele tych dwóch ostatnich typów występują też na grenlandzkiej czapie polarnej. Słodkowodne mszywioły reprezentowane są przez 3–4 gatunki. Spośród słodkowodnych pierścienic stwierdzono wazonkowcowate i jeden gatunek pijawki: Theromyzon garjaewi. Najliczniej w wodach słodkich reprezentowane są owady (m.in. ponad 130 gatunków ochotkowatych, 3 gatunki wodnych chrząszczy, 8 gatunków chruścików) oraz skorupiaki (65 gatunków, w tym 29 wioślarków, 17 widłonogów i 3 pancerzowców). Ponad stawonogi reprezentuje 8 gatunków wodnych roztoczy. Słodkowodne mięczaki reprezentowane są przez 2 gatunki ślimaków: Lymnaea vahli i Gyraulus arcticus oraz jednego małża: Pisidium steenbuchi.

#### Lądy
Na lądzie dominującą grupą zwierząt są stawonogi. Owady na Grenlandii reprezentuje ponad 750 stwierdzonych gatunków, zaliczanych do 13 rzędów rodzimych i 4 rzędów zawleczonych. Szczególnie liczne są muchówki, których stwierdzono ponad 360 gatunków. Przez około 200 gatunków reprezentowane są błonkoskrzydłe, przy czym większość należy do owadziarek, podczas gdy rośliniarki ograniczone są do pilarzowatych, a jedynymi rodzimymi żądłówkami są dwa gatunki trzmieli. Motyli na Grenlandii stwierdzono 58 gatunków, z czego 44 rodzime i 14 zawleczonych. Chrząszczy wykazano ponad 70 gatunków, z czego znaczna część została tam zawleczona. 41 gatunków liczy fauna pluskwiaków, a 48 wszy i wszołów. 
Skrytoszczękie są na Grenlandii reprezentowane przez co najmniej 92 gatunki skoczogonków. Pająków z Grenlandii wykazano 75 gatunków, z czego 45 należy do osnuwikowatych. Jedynym grenlandzkim kosarzem jest Mitopus morio. Licznie Grenlandię zasiedlają roztocze. Stwierdzono ich około 300 gatunków, w tym ponad 100 mechowców, 14 Astigmata, ponad 60 żukowców i około 90 Prostigmata. Jednym rodzimym kleszczem jest Ixodes urinae.

### Kręgowce
Na wybrzeżach żyją m.in. renifery, piżmowoły, niedźwiedzie polarne, pieśce (lisy polarne), wilki polarne, zające polarne, gronostaje, lemingi, a także ptaki – m.in. edredony, gęsi, mewy, pardwy i sowy śnieżne. Morze w pobliżu wyspy zamieszkane jest przez liczne ryby (np. łososie, dorsze, halibuty i mallotusy), blisko 100 gatunków ryb, a także duże ssaki morskie (około 30 gatunków, m.in. wale grenlandzkie, białuchy, narwale, morsy oraz kilka gatunków fok, np.: grenlandzka, wąsata, obrączkowana (nerpa) itd.). 
2/5 obszaru wyspy zajmuje największy na świecie park narodowy – Park Narodowy Grenlandii – w północnej i północno-wschodniej części wyspy.